# Václav Smetáček
Václav Smetáček (Brno, 30 giugno 1906 – Praga, 18 febbraio 1986) è stato un oboista e direttore d'orchestra ceco.

## Biografia

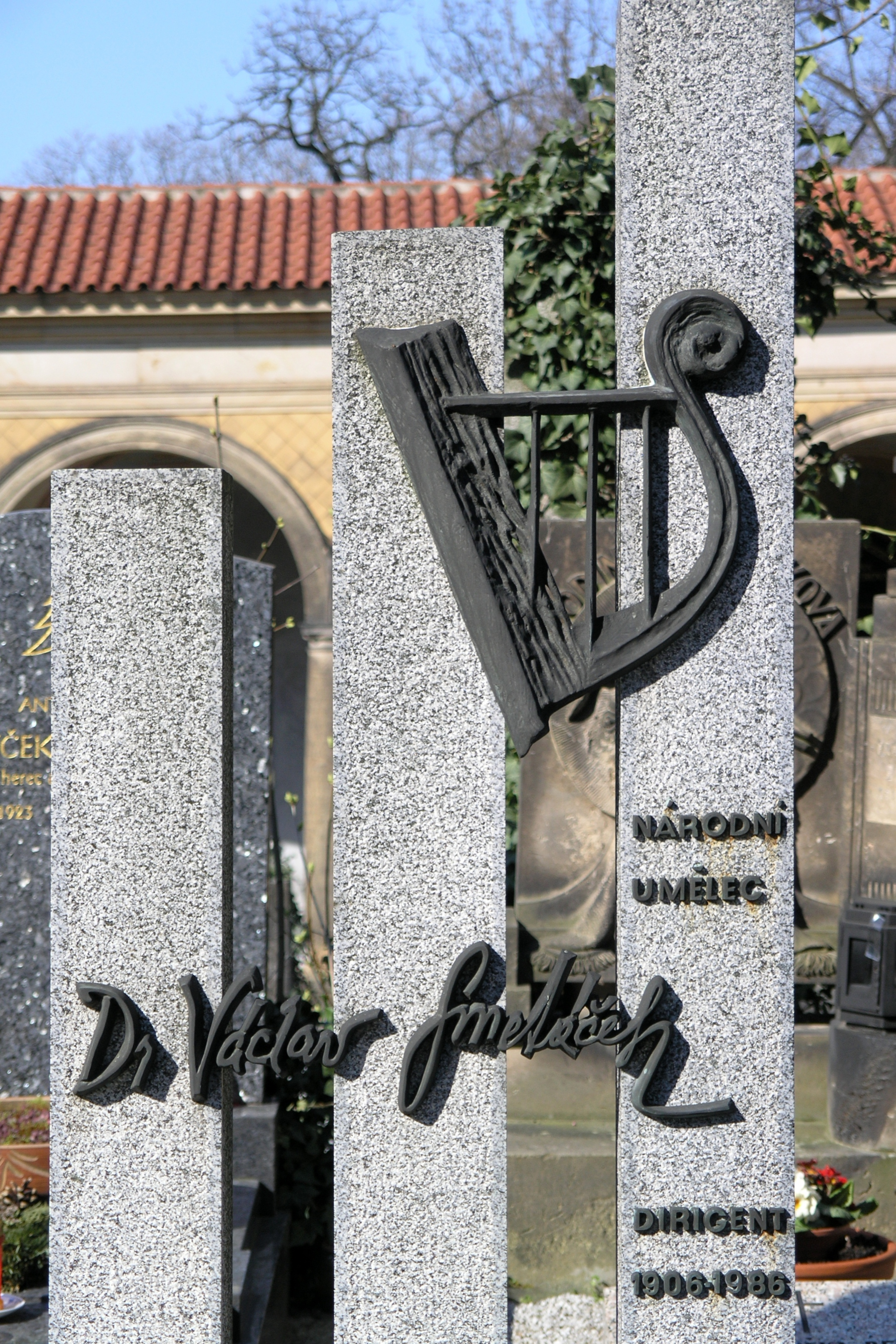

Dopo avere studiato oboe al Conservatorio di Praga con Ladislav Skuhrovský, composizione con Jaroslav Křička e direzione d'orchestra con Metod Doležil e Pavel Dědeček, mentre allo stesso tempo frequentava i corsi di musicologia ed estetica all'Università Carolina di Praga, divenne ben presto noto come membro del Quintetto di fiati di Praga che aveva fondato nel 1928.
Dal 1930 al 1933 fu membro di Radio Praga, come conduttore ed editore; in seguito, nel 1945 lavorò come pedagogo al Conservatorio di Praga e all'Accademia delle Arti di Praga. Fu direttore della Società Corale Hlalol e, nel 1946, dell'Orchestra FOK (Film, Opera, Concerti).
Come direttore dell'Orchestra sinfonica di Praga, fece molte innovazioni; allargò il suo repertorio alla musica del XX secolo e ai grandi capolavori sinfonico corali (inclusi quelli di Reicha, Mozart, Cherubini, Dvořák, Foerster, Martinů, Orff, Kabeláč e Fišer).
Verso il 1938 iniziò la sua carriera internazionale di direttore d'orchestra che lo ha visto, con notevole successo, alla testa di molte tra le più grandi orchestre in Europa e in America.
Dal 1945 iniziò la carriera di insegnante al Conservatorio e all'Accademia d'arte di Praga.
Nel 1976 lo Stato gli conferì il titolo di Artista nazionale.